# أكتون (أونتاريو)
أكتون هي قرية في هالتون هيلز في منطقة هالتون في أونتاريو، كندا. تقع القرية في أقصى شمال المنطقة على مشارف منطقة تورنتو الكبرى [الإنجليزية]، وهي واحدة من المركزين السكانيين الرئيسيين في المدينة (المركز الآخر جورج تاون (أونتاريو) [الإنجليزية]). كانت المدينة مركزًا رئيسيًا للدباغة وصناعة السلع الجلدية من عام 1842 حتى عام 1986، وكان يشار إليها غالبًا في السنوات الأولى باسم (مدينة الدباغة). بلغ عدد سكانها 9377 نسمة في عام 2021.